# Cursed (Morgoth)
Cursed è il primo album in studio del gruppo musicale death metal tedesco Morgoth.

## Tracce
1. Cursed – 2:05
2. Body Count – 3:36
3. Exit to Temptation – 6:02
4. Unreal Imagination – 3:30
5. Isolated – 5:25
6. Sold Baptism – 3:40
7. Suffer Life – 4:26
8. Opportunity Is Gone – 7:21
9. Darkness (Warning cover) – 3:55

## Formazione
- Marc Grewe - voce
- Harold Busse - chitarra
- Carsten Otterbach - chitarra
- Sebastian Swart - basso
- Rüdiger Hennecke - batteria, tastiere